# Danh sách sắc tộc Myanmar

Bản đồ dân tộc học Myanmar. Bản đồ biểu diễn cả các dân tộc thiểu số không được thừa nhận, như Rakhine

Myanmar hay Miến Điện là một quốc gia cực kỳ đa dạng về sắc tộc. Chính phủ Myanmar chính thức công nhận là 135 dân tộc riêng biệt. Các sắc tộc này được nhóm thành tám "nhóm dân tộc chính":
1. Bamar
2. Chin
3. Kachin
4. Karen
5. Kayah
6. Môn
7. Rakhine
8. Shan
9. Lự
10. Khmu
11. Va

Các "nhóm dân tộc chính" được phân nhóm chủ yếu theo khu vực chứ không phải liên kết ngôn ngữ hay sắc tộc, ví dụ như Nhóm người Shan chính gồm có 33 nhóm dân tộc nói ngôn ngữ trong ít nhất bốn họ ngôn ngữ khác nhau. Ví dụ, người Shan nói ngôn ngữ Tai-Kadai chuẩn, người Lahu nói tiếng thuộc Ngữ tộc Tạng-Miến, người Khamu nói tiếng thuộc Nhóm ngôn ngữ Môn-Khmer và người Yao nói tiếng thuộc Ngữ hệ H'Mông-Miền.
Hiện tồn tại nhiều nhóm sắc tộc không được công nhận. Cộng đồng lớn nhất là người Hoa ở Myanmar và người Panthay (cùng chiếm 3% dân số), người Ấn Độ ở Myanmar (chiếm 2% dân số), người gốc Anh (Anglo-Myanmar) và người Gurkha. Không có số liệu thống kê chính thức về dân số của hai nhóm sau, mặc dù ước tính không chính thức có khoảng 52.000 người Anglo-Myanmar ở Myanmar và khoảng 1,6 triệu người ở ngoài nước.

## Danh sách theo họ nhóm ngôn ngữ

### Hán-Tạng
- người Trung Quốc
  - Kokang (phương ngữ tiếng Quan Thoại; đôi khi được đánh vần là Kokant)
- Tạng-Miến Điện
  - Miến Điện (Bamar)
  - anu
  - Asho (Đồng bằng)
  - atsi
  - Beik
  - Bwe
  - Cái cằm
  - đà lạng
  - Danu
  - Đại Vĩ
  - Lờ mờ
  - Duleng
  - Ganan
  - gheko
  - Gunte (Lyente)
  - Haulngo
  - Hpon
  - Inta
  - Kachin (Jingpo)
  - Kadu (Kado)
  - Karen (Kayin)
  - Kaw (Akha-E-Kaw, Akha)
  - Kayinpyu (Geba Karen)
  - tiếng Tây Tạng Kham
  - Kwelshin
  - tiếng la hồ

- Lài (Haka Chin)
- Laizo
- Lashi (La Chít)
- Lệ Tô
- Lyente
- Maingtha
- mama
- Maru (Lawgore)
- Meitei/Pangal (cũng đánh vần là Meithei hoặc Kathe)
- Miram (Mara)
- Monnepwa
- Mro (Wakim )
- naga
- Pa-O
- bính âm
- Rakhine (tiếng Arakan)
- Rawang
- cá sấu
- Thục (Pwo)
- taron
- taungyo
- Thet
- Tiddim (Hai-Dim)
- Torr (cũng đánh vần là Tawr)
- ngáp
- zô
- Zophei
- Zotung

### Tai-Kadai
- Tài
  - Sơn
  - Hkun (cũng đánh vần là Khun)
  - Khamti Shan
  - tiếng Thái

### Hmông-Miên
- Diêu

### Austroasiatic
- Môn–Khmer
  - Thứ hai
  - Danaw (cũng đánh vần là Danau)
  - Khơ Mú (Khmu)
  - Tài-Lợi
  - Wa (Va)
  - Palaung
  - Tái nhợt

### người Nam Đảo
- Mã Lai-Đa Đảo
  - Mã Lai
  - Moken (cũng đánh vần là Salon hoặc Salone)

### Ấn-Âu
- Ấn-Aryan
  - người daignet
  - kamein
  - Maramagyi